# Florimond de Mercy-Argenteau
Florimond Claude de Mercy-Argenteau (Luik, 20 april 1727 – Londen, 25 augustus 1794) was een Zuid-Nederlands edelman die carrière maakte als topdiplomaat van de Habsburgse monarchie. Tussen 1766 en 1790 verdedigde hij onafgebroken de fragiele Austro-Franse alliantie in Parijs. Nadien werd hij gevolmachtigd minister van de Oostenrijkse Nederlanden in Brussel.
Met zijn vriend en beschermheer Kaunitz was Mercy-Argenteau een beoefenaar van wat historici Austrian-style negotiation zijn gaan noemen.

## Leven
Hij was een zoon van graaf Antoine de Mercy-Argenteau, wiens titel terugging op zijn adoptie door de graaf van Mercy. Graaf Florimond de Mercy-Argenteau trad in dienst van het Weense hof en trok in het gevolg van graaf Kaunitz naar Parijs. Vervolgens kreeg hij diplomatieke posten in Turijn (1754-61) en Sint-Petersburg, waar hij verbindingspersoon was tussen tsarina Catharina de Grote en haar minnaar Stanislas Poniatowski. Die laatste kwam hij opnieuw tegen op zijn volgende post, Warschau (1763-1766). Vervolgens kreeg Mercy-Argenteau de meest prestigieuze ambassade in Parijs, waar hij dertig man tot zijn beschikking had en grote sier maakte. Zijn opdracht de alliantie met Frankrijk te versterken, werd met succes bekroond door het huwelijk in 1770 tussen kroonprins Lodewijk en Marie Antoinette, een dochter van keizerin Maria Theresia. Hij had de Oostenrijkse prinses voorbereid door abbé de Vermond naar Wenen te sturen. Het succes bleek fragiel, want de afzetting van Choiseul en de groeiende macht van madame du Barry op Lodewijk XV zorgden weer voor verkilling. Maar toen de dauphin in 1774 de troon besteeg als Lodewijk XVI, werd Mercy-Argenteau een van de best geïnformeerde en invloedrijkste personen aan het Franse hof.
Het is niet eenvoudig de vinger te leggen op wat er prevaleerde in zijn verhouding tot Marie Antoinette. Was hij in de eerste plaats een toegewijd vertrouwenspersoon, een spion van Maria Theresia en het hof, of overdreef hij net zijn invloed op haar om de eigen positie te versterken? Volgens aanhangers van die laatste stelling hing hij om de overdrijving geloofwaardig te maken een misleidend beeld op van het koninklijk paar, beeld dat mee aan de basis zou liggen van de nog steeds – volgens hen onterecht – heersende zienswijze dat Lodewijk een ongecultiveerde en lichamelijk zwakke man was die zich liet doen door Marie Antoinette. Recent heeft Hervé Hasquin dit imago van manipulatieve mentor betwist.
Zelf knoopte de ongetrouwde ambassadeur rond 1770 een langdurige liaison aan met Rosalie Levasseur, een zangeres van de Parijse Opera. Ze woonden discreet samen in een domein dat Mercy-Argenteau had aangekocht te Conflans-Sainte-Honorine, tussen Parijs en Versailles. Na de geboorte in 1783 van hun zoon Alexandre-Henri, genaamd chevalier de Noville, en het einde van Levasseurs zangcarrière in 1785, traden ze steeds openlijker naar buiten.
Diep teleurgesteld over het gebrek aan politieke maturiteit van Marie Antoinette en de passiviteit van Lodewijk XVI, zag de graaf vanaf begin jaren 1780 de toekomst van Frankrijk somber in. Te midden van misbruiken aan het hof, instabiliteit en sociale agitatie, probeerde hij Mirabeau te steunen in zijn streven naar een parlementaire monarchie. Hij bood de ministers van Financiën Brienne en Necker zijn hulp aan. Het leidde allemaal tot niets en tot zijn consternatie was Mercy-Argenteau getuige van de instorting van het koningschap.
In augustus 1790 was hij een van de laatste diplomaten en hovelingen die uit het revolutionaire Frankrijk vertrokken. Na een aanstelling in Den Haag was hij tot 17 juni 1791 gevolmachtigd minister van de Oostenrijkse Nederlanden. Hij installeerde het Oostenrijkse gezag opnieuw, na het neerslaan van de Brabantse Omwenteling en zorgde voor pacificatie, waarbij hij greep probeerde te bewaren op de emigrantenstromen. Zijn sympathie ging uit naar de liberale vonckisten. Onder militaire druk van de Franse revolutionairen toonde Wenen zich, ondanks de coalitiesteun, niet bereid grote offers te brengen om de verre gebieden in de Nederlanden te handhaven.
Na de Oostenrijkse terugtrekking en geallieerde nederlaag werd Mercy-Argenteau in juli 1794 als ambassadeur naar Groot-Brittannië gestuurd. Hij stierf enkele dagen na zijn aankomst in Londen.

## Persoonlijke overtuigingen en moraal
Net als Kaunitz was Mercy een overtuigd voorstander van tolerantie en vrijheid en een antiklerikaal, zij het niet antigodsdienstig. Om de conservatieve Maria Theresia niet voor het hoofd te stoten, moest hij zijn verlichte ideeën achter een masker verbergen. Dit maakt zijn subtiele houding lastig te peilen. Zijn vrijheidsliefde ging in elk geval niet zover dat ze een beletsel was voor slavernij. Met hofbankier Jean-Joseph de Laborde investeerde Mercy grote sommen geld in plantages met honderden slaven op Saint-Domingue.

## Briefwisseling
- Alfred von Arneth en Auguste Geffroy, Correspondances secrètes de Marie-Therese avec le comte de Mercy, 3 dln., 1874 (vol. I, vol. II, vol. III)
- Alfred von Arneth en Jules Flammermont, Correspondance secrète de Mercy avec Joseph II et Kaunitz, vol. I, 1889 en vol. II, 1891
- Eugène Hubert, Le Comte de Mercy-Argenteau et Blumendorf. Dépêches inédites, 1919

## Voetnoten
1. ↑  Vincent Cronin, Louis and Antoinette, 1974
2. ↑  Hervé Hasquin, Diplomate et espion autrichien dans la France de Marie-Antoinette. Le comte de Mercy-Argenteau, 1727-1794, 2014

- Biblioteca Nacional de España: XX1656084
- Bibliothèque nationale de France: cb12757548r (data)
- CiNii: DA16258687
- Gemeinsame Normdatei: 124246567
- International Standard Name Identifier: 0000 0001 2129 8553
- Library of Congress Control Number: nr93024805
- Nationale Bibliotheek van Tsjechië: jo2015875790
- Nationale Bibliotheek van Polen: a0000001851195
- Nederlandse Thesaurus van Auteursnamen: 157028615
- Réseau des bibliothèques de Suisse occidentale: 02-A003585178
- LIBRIS: 261610
- SNAC: w6f48jfq
- Système universitaire de documentation: 061432628
- Virtual International Authority File: 41966500
- WorldCat: E39PBJfGYWpRVpGCwWCy36Wv73